# Franziska Hildebrand
Pour les articles homonymes, voir Hildebrand.
Franziska Hildebrand, née le 24 mars 1987 à Halle-sur-Saale, est une biathlète allemande, double championne du monde de relais.

## Carrière
Franziska Hildebrand participe à sa première saison sur le circuit de la Coupe d'Europe junior en 2005-2006, y gagnant même une épreuve à Altenberg. À partir de 2006, elle court les Championnats du monde junior et lors de l'édition 2008, elle remporte le titre au relais. Après une saison en dehors de l'équipe nationale, elle passe au niveau sénior et monte sur des podiums aux Championnats d'Europe, remportant la médaille d'or au relais et le bronze à l'individuel.
En 2011, elle domine le classement général de l'IBU Cup, antichambre de la Coupe du monde.
Elle a démarré en Coupe du monde en décembre 2011 prenant la sixième place et obtient ensuite ses premiers podiums grâce aux relais. Elle est sélectionnée pour les Mondiaux 2012 à Ruhpolding où ses meilleurs résultats sont treizième du sprint et cinquième du relais. 
En février 2014, elle prend part à ses premiers Jeux olympiques à Sotchi (29e de l'individuel, 38e de la mass-start et 11e du relais). Un an plus tard, elle obtient son premier podium individuel en Coupe du monde grâce à une deuxième place au sprint de Nové Město na Moravě.
En 2015, elle devient championne du monde en relais. En fin d'année, elle remporte son premier succès en Coupe du monde au sprint d'Hochfilzen, devant ses compatriotes Maren Hammerschmidt et Miriam Gössner. Elle double la mise le mois suivant en remportant le sprint de Ruhpolding, en Allemagne. Aux Championnats du monde, elle collecte deux nouvelles médailles, gagnant l'argent au relais mixte et le bronze au relais féminin. Au classement général de la Coupe du monde, elle se retrouve cinquième tout comme l'année dernière.
En 2017, elle récupère le titre mondial du relais avec Hinz, Hammerschmidt et Dahlmeier. Cela confirme la domination allemande dont Hildebrand prend part, avec trois autres relais de Coupe du monde gagnés avec elle. Elle est septième du classement général sans monter sur de podium individuellement.
Aux Jeux olympiques d'hiver de 2018, elle 12e du sprint, 12e de la poursuite, 9e de l'individuel et 8e du relais. Sur l'épreuve de Coupe du monde à Kontiolahti juste après les jeux, Hildebrand retrouve le podium avec une deuxième place sur le sprint.
Lors de la saison 2018-2019, elle ne parvient que finir au seizième rang du classement général, réalisant ses performances à Canmore, où elle remporte le relais et deux podiums sur le sprint et la poursuite.
L'hiver suivant, elle marque seulement des points en Coupe du monde sur la poursuite d'Hochfilzen, génée par une grippe.
Sa sœur jumelle Stefanie est aussi une biathlète.

## Palmarès

### Jeux olympiques
| Épreuve / Édition                | Individuel | Sprint | Poursuite | Départ en masse | Relais | Relais mixte |
| Jeux olympiques 2014 Sotchi      | 29e        | —      | —         | 38e             | 11e    | —            |
| Jeux olympiques 2018 Pyeongchang | 9e         | 12e    | 12e       | —               | 8e     | —            |

Légende :
- — : épreuve pas disputée par la biathlète

### Championnats du monde
| Mondiaux \ Épreuve | Individuel | Sprint | Poursuite | Départ en masse | Relais                    | Relais mixte             |
| 2012 Ruhpolding    | —          | 29e    | 47e       | —               | —                         | —                        |
| 2013 Nove Mesto    | 51e        | 13e    | 17e       | 22e             | 5e                        | —                        |
| 2015 Kontiolahti   | 10e        | 10e    | 6e        | 6e              | Médaille d'or, monde      | —                        |
| 2016 Holmenkollen  | 6e         | 10e    | 4e        | 14e             | Médaille de bronze, monde | Médaille d'argent, monde |
| 2017 Hochfilzen    | 31e        | 19e    | 28e       | 27e             | Médaille d'or, monde      | —                        |
| 2019 Östersund     | 31e        | 40e    | 22e       | 21e             | 4e                        | —                        |

Légende :
- : première place, médaille d'or
- : deuxième place, médaille d'argent
- : troisième place, médaille de bronze
- — : épreuve pas disputée par la biathlète

### Coupe du monde
- Meilleur classement général : 5e en 2015 et 2016.
- 9 podiums individuels : 2 victoires, 4 deuxièmes places et 3 troisièmes places.
- 24 podiums en relais : 14 victoires, 5 deuxièmes places et 5 troisièmes places.

 Dernière mise à jour le 17 février 2019

#### Détail des victoires
| Édition / Épreuve | Individuel | Sprint                | Poursuite | Mass start | Total |
| 2015-2016         |            | Hochfilzen Ruhpolding |           |            | 2     |
| Total             | 0          | 2                     | 0         | 0          | 2     |

#### Classements en Coupe du monde
| Saison    | Classement général final | Individuel | Sprint | Poursuite | Mass start |
| 2011-2012 | 22e                      | 14e        | 28e    | 30e       | 19e        |
| 2012-2013 | 27e                      | 26e        | 29e    | 24e       | 31e        |
| 2013-2014 | 14e                      | 5e         | 20e    | 22e       | 15e        |
| 2014-2015 | 5e                       | 4e         | 7e     | 6e        | 8e         |
| 2015-2016 | 5e                       | 4e         | 6e     | 6e        | 5e         |
| 2016-2017 | 9e                       | 16e        | 9e     | 10e       | 9e         |
| 2017-2018 | 9e                       | 10e        | 6e     | 19e       | 10e        |
| 2018-2019 | 16e                      | 10e        | 19e    | 8e        | 25e        |
| 2019-2020 | 86e                      | nc         | nc     | 67e       |            |
| 2021-2022 | 24e                      | 28e        | 32e    | 20e       | 24e        |

### Championnats d'Europe
- Médaille d'or du relais en 2010.
- Médaille de bronze de l'individuel en 2010.
- Médaille de bronze du relais en 2011.
- Médaille d'argent du sprint en 2022.
- Médaille de bronze du relais mixte simple en 2022.

### Championnats du monde junior
| Épreuve / Édition | Presque Isle 2006 | Martell-Val Martello 2007 | Ruhpolding 2008      |
| Individuel        | DSQ               | 6e                        | 11e                  |
| Sprint            | 10e               | 22e                       | 19e                  |
| Poursuite         | 7e                | 14e                       | 17e                  |
| Relais            |                   | Médaille d'or, monde      | Médaille d'or, monde |

Légende : DSQ = disqualifiée

### IBU Cup
- Gagnante du classement général en 2011.
- 9 podiums individuels, dont 1 victoire.

### Championnats d'Allemagne
- 1re à la poursuite et l'individuel en 2014.